# ملا قاسم (مراغة)
ملا قاسم هي قرية في مقاطعة مراغة، إيران. عدد سكان هذه القرية هو 458 في سنة 2006.